# Лорд Ферфакс из Камерона
Лорд Ферфакс из Камерона — наследственный титул в системе Пэрства Шотландии. Лорды Ферфаксы из Камерона, получившие шотландский дворянский титул, являются членами древней английской семьи из Йоркшира. Баронеты Ферфакс из Холмса (креация 1836 года) являются членами другой ветви рода Ферфакс. С 1515 по 1700 год семья проживала в Дентон-холле.

## История

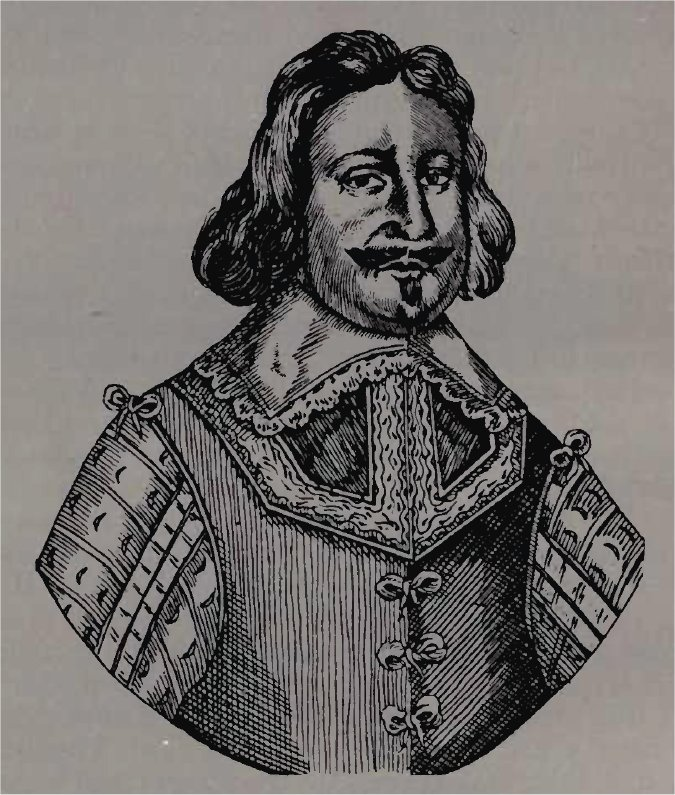
Фердинандо Ферфакс, 2-й лорд Ферфакс из Камерона (1584—1648)

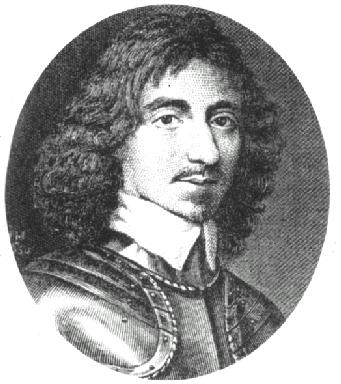
Томас Ферфакс, 3-й лорд Ферфакс из Камерона (1612—1671)

Король Англии, Шотландии и Ирландии Карл I Стюарт 18 октября 1627 года создал титул лорда Ферфакса для сэра Томаса Ферфакса (1560—1640). Он представлял английскую королеву Елизавету Тюдор во время ряда дипломатических миссий ко двору шотландского короля Якова VI Стюарта, а также заседал в Палате общин от Линкольна (1586), Олдборо (1588) и Йоркшира (1601—1625).
Его сын Фердинанд Ферфакс, 2-й лорд Ферфакс (1584—1648), и внук, Томас Ферфакс, 3-й лорд Ферфакс (1612—1671), были видными военачальниками во время Гражданской войны в Англии, во время которой сражались на стороне парламента против короля. Фердинандо Ферфакс был депутатом Палаты общин Англии от Боробриджа (1614—1629, 1640) и Йоркшира (1640—1648), а его сын Томас Ферфакс заседал в Палате общин от Сайренсестера (1648) и был лордом Мэна (1651—1660). После смерти последнего в 1671 году титул унаследовал его двоюродный брат, Генри Ферфакс, 4-й лорд Ферфакс (1631—1688). Он был сыном преподобного Генри Ферфакса (1588—1665), второго сына 1-го лорда Ферфакса. Он заседал в Палате общин от Йоркшира. Его сын, Томас Ферфакс, 5-й лорд Ферфакс (1657—1710), представлял в Палате общин Мальтон (1685—1689) и Йоркшир (1689—1702, 1707).
Его сменил его сын, Томас Ферфакс, 6-й лорд Ферфакс (1692—1781). Он унаследовал большие поместья в колонии Виргиния от своей матери Кэтрин, дочери Томаса Калпепера, 2-го барона Калпепера, губернатора Виргинии. В 1781 году после его смерти титул и американские поместья получил его младший брат, Роберт Ферфакс, 7-й лорд Ферфакс (1707—1793). Он представлял Мейдстон и Кент в Палате общин. Во время Войны за независимость США поместья Ферфаксов были конфискованы. Ему наследовал его троюродный брат, Бриан Ферфакс, 8-й лорд Ферфакс (1737—1802), который также жил в Виргинии. Он был сыном полковника Уильяма Ферфакса (1691—1757) и внуком преподобного достопочтенного Генри Ферфакса (1659—1708), второго сына 4-го лорда Ферфакса.

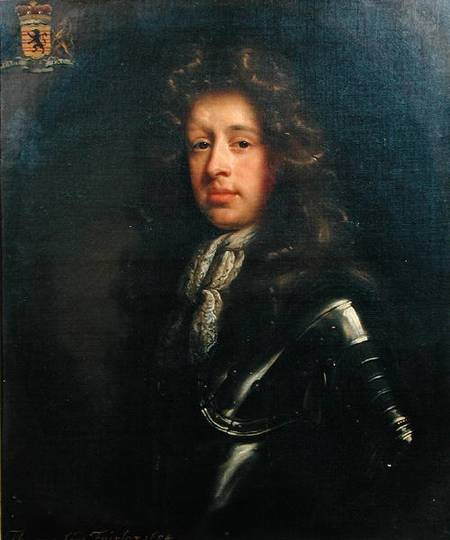
Томас Ферфакс, 5-й лорд Ферфакс из Камерона (1657—1710), портрет Джона Райли, 1684 год

Его потомок, Альберт Кирби Ферфакс, 12-й лорд Ферфакс (1870—1939), проживал в штате Мэриленд в США. Его потомки проживали в США в течение нескольких поколений и, по существу, забыли о своём пэрском титуле. В 1908 году Комитет по привилегиям Палаты лордов Великобритании официально признал американца Альберта Ферфакса лордом Ферфаксом из Камерона. С 1917 по 1939 год он заседал в Палате лордов в качестве шотландского пэра-представителя.

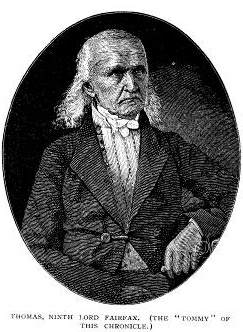
Томас Ферфакс, 9-й лорд Ферфакс из Камерона (1762—1846)

Ему наследовал его старший сын, Томас Брайан Маккелви Ферфакс, 13-й лорд Ферфакс (1923—1964). Он также был шотландским пэром-представителем в Палате лордов Великобритании с 1945 по 1963 год. В 1954—1957 годах он занимал должность лорда в ожидании в консервативных администрациях Уинстона Черчилля и Энтони Идена. 
По состоянию на 2025 год носителем титула являлся его сын, Николас Джон Альберт Ферфакс, 14-й лорд Ферфакс (род. 1956), который сменил своего отца в 1964 году.

## Лорды Фэрфакс из Камерона (1627)
- 1627—1640: Томас Ферфакс, 1-й лорд Ферфакс из Камерона (1560 — 2 мая 1640), старший сын сэра Томаса Ферфакса (1521—1599/1600);
- 1640—1648: Фердинандо Ферфакс, 2-й лорд Ферфакс из Камерона (29 марта 1584 — 14 марта 1648), старший сын предыдущего;
- 1648—1671: Томас Фэрфакс, 3-й лорд Ферфакс из Камерона (17 января 1612 — 12 ноября 1671), старший сын предыдущего от первого брака;
- 1671—1688: Генри Ферфакс, 4-й лорд Ферфакс из Камерона (20 декабря 1631 — 9 апреля 1688), второй сын преподобного достопочтенного Генри Ферфакса (ум. 1665), внук 1-го лорда Ферфакса из Камерона;
- 1688—1710: Томас Ферфакс, 5-й лорд Ферфакс из Камерона (16 апреля 1657 — 6 января 1710), старший сын предыдущего;
- 1710—1781: Томас Ферфакс, 6-й лорд Ферфакс из Камерона (31 октября 1692 — 12 марта 1781), старший сын предыдущего;
- 1781—1793: Роберт Ферфакс, 7-й лорд Ферфакс из Камерона (1707 — 15 июля 1793), младший брат предыдущего;
- 1793—1802: Брайан Ферфакс, 8-й лорд Ферфакс из Камерона (1737 — 7 августа 1802), сын Уильяма Ферфакса (1691—1757), внук достопочтенного Генри Ферфакса (1659—1708), правнук 4-го лорда Ферфакса;
- 1802—1846: Томас Ферфакс, 9-й лорд Ферфакс из Камерона (1762 — 21 апреля 1846), старший сын предыдущего;
- 1846—1869: Чарльз Сноуден Ферфакс, 10-й лорд Фэрфакс из Камерона (8 марта 1829 — 4 апреля 1869), старший сын предыдущего. Депутат Ассамблеи штата Калифорния (1853—1854, 1854—1855);
- 1869—1900: Джон Конти Ферфакс, 11-й лорд Ферфакс из Камерона (13 сентября 1830 — 28 сентября 1900), младший брат предыдущего;
- 1900—1939: Альберт Кирби Ферфакс, 12-й лорд Ферфакс из Камерона (23 июня 1870 — 4 октября 1939), старший сын предыдущего;
- 1939—1964: Томас Брайан Маккелви Ферфакс, 13-й лорд Ферфакс из Камерона (14 мая 1923 — 8 апреля 1964), старший сын предыдущего;
- 1964 — настоящее время: Николас Джон Ферфакс Альберт, 14-й лорд Ферфакс из Камерона (род. 4 января 1956), старший сын предыдущего;
  - Наследник титула: достопочтенный Эдвард Николас Томас Ферфакс, (род. 20 сентября 1984), старший сын предыдущего.